# Jack Miller
Jack Peter Miller (narozen 18. ledna 1995) je australský motocyklový závodník Mistrovství světa silničních motocyklů, který jezdí za tým Prima Pramac Yamaha v MotoGP. V roce 2011 se stal mezinárodním mistrem Německa v kategorii IDM 125 cm³.

## Kariéra

### Začátky
Miller se narodil v Townsville v australském Queenslandu..V tropickém městě, kde si sám tvořil zábavu, jezdil na motorce a čtyřkolce, jezdil na vodních lyžích a přiložil ruku k dílu při ohrazování a shánění dobytka. Rodiče a sourozenci ho podporovali v každém kroku jeho závodní kariéry a pomáhali mu dosáhnout jeho cíl - závodit v mistrovství světa silničních motocyklů. Miller závodí na motocyklech od svých osmi let, původně začínal na terénních motocyklech, kde se v roce 2003 stal australským mistrem v kategorii Dirt Bike do 65 cm³. V letech 2005, 2006 a 2007 vyhrál dalších pět australských ročníků a řadu dalších lokálních a národních titulů v závodech terénních motocyklů a v motokrosu.
Rok 2011 byl jeho průlomovým rokem v Evropě. Díky sérii skvělých výkonů vyhrál ve svých 16 letech mistrovství Německa v kategorii IDM 125 cm³. Tímto titulem si získal pozornost italského závodního týmu Forward Racing Caretta Technology, který s Millerem podepsal smlouvu na účast v mistrovství světa Moto3 v roce 2012.

### Mistrovství světa silničních motocyklů - Moto3

#### Carretta Technology Forward Racing (2012)
Rok 2012 byl Millerovým prvním rokem v mistrovství světa Moto3, kdy jezdil za tým Caretta Technology Forward Racing na podvozku Honda. I když motocykl nebyl konkurenceschopný, umožnil Millerovi poznat okruhy, na kterých bude v příštích letech závodit. V tom roce skončil v šampionátu Moto3 na 23. místě se 17 body a nejlepším umístěním bylo 4. místo ve Velké ceně Německa na Sachsenringu.

#### Racing Team Germany (2013)
V sezóně 2013 se Miller přesunul do německého týmu Racing Team Germany, kde jezdil na podvozku FTR Honda. Během sezony Miller dosáhl 13 bodovaných umístění a v konečném pořadí šampionátu skončil na sedmém místě. Jeho nejlepšími výsledky byla dvě pátá místa, a to v závodě v San Marinu a v domácí Velké ceně Austrálie.

#### Red Bull KTM Ajo (2014)
V sezóně 2014 Miller přesedlal na tovární motocykl KTM a stal se členem týmu Red Bull KTM Ajo. Prožil průlomovou sezónu, v níž zaznamenal své první nejrychlejší kolo, pole position, umístění na stupních vítězů a vítězství v kategorii. Celkem během sezony vyhrál šest závodů (Katar, USA, Francie, Německo, Austrálie a Valencie) a sezonu zakončil jako druhý v šampionátu za Álexem Márquezem, přičemž na titul mu chyběly pouhé dva body.

### Mistrovství světa silničních motocyklů - MotoGP

#### CMW LCR Honda (2015)
V sezóně 2015 Miller přestoupil do třídy MotoGP a stal se součástí rozšířeného dvoučlenného týmu LCR, kde byl partnerem Cala Crutchlowa a jezdil na stroji Honda RC213V-RS otevřené specifikace. Svého nejlepšího umístění dosáhl 11. místem v Katalánsku, které následovalo po Velké ceně Velké Británie, kde se Miller v počátečních fázích závodu pohyboval v pořadí, ale ve třetím kole se srazil s týmovým kolegou Crutchlowem. Miller zakončil svou nováčkovskou sezónu na 19. místě se ziskem 17 bodů.

#### 2016
Pro mistrovství světa MotoGP 2016 Miller přestoupil do týmu Marc VDS Racing Team. V Kataru skončil na 14. místě a v Katalánsku obsadil své nejlepší 10. místo v kariéře. Dne 26. června v Assenu se Miller pohyboval výrazně v první desítce, než byl závod kvůli silnému dešti přerušen červenou vlajkou. Závod byl znovu odstartován do sprintu na 12 kol a Miller se v prvních kolech držel vedoucích jezdců. Na konci prvního kola byl čtvrtý a po pádu Andrey Doviziosa zdědil třetí místo hned za továrním jezdcem Hondy Marcem Márquezem. Ve 3. kole havaroval vedoucí jezdec závodu Valentino Rossi a o kolo později Miller předjel Márqueze a dostal se do vedení závodu. Po zbytek závodu udržel nervy na uzdě a odjel si pro své první vítězství ve třídě MotoGP. Stal se prvním Australanem, který vyhrál závod MotoGP od Caseyho Stonera v Austrálii 2012, a prvním satelitním jezdcem, který vyhrál závod od Toniho Eliase v Portugalsku 2006. Millerův kurz na vítězství při vstupu do závodu byl údajně 750:1, což z něj dělá největší vítězné překvapení v historii MotoGP. Zbytek jeho sezony měl smíšený průběh, občasnou rychlost mu kazila zranění, včetně zlomeného obratle v Rakousku. Připsal si další tři umístění v první desítce a rok zakončil na 18. místě v průběžném pořadí se ziskem 57 bodů.

#### 2017
V roce 2017 pokračoval v týmu Marc VDS, a přestože se někdy zdálo, že mu chybí tempo z předchozí sezóny, dozrál a stal se konzistentnějším jezdcem. Toho si všimla i Honda, která mu dala šanci jet na svém továrním motocyklu v závodě 8 hodin na Suzuce. Během sezóny zaznamenal devět umístění v top 10, přičemž nejlépe skončil dvakrát šestý v Assenu a na mokru v Misanu. Přestože si při tréninku před Japonskem zlomil nohu, vrátil se na domácí závod v Austrálii a vedl úvodní kola. Rok zakončil na 11. místě v celkovém pořadí se ziskem 82 bodů.

#### 2018
V roce 2018 Miller přestoupil do týmu Pramac Racing, kde jezdil na Ducati, na straně Danila Petrucciho. Na rozdíl od Itala však musel zůstat u motocyklu specifikace 2017. Přesto si Australan připsal dvě čtvrtá místa v Argentině a ve Francii a pole position také v Argentině a sezónu zakončil na 13. místě se ziskem 91 bodů.

#### 2019
V roce 2019 jezdil Miller na Ducati specifikace 2019 poté, co Petrucci přešel do továrního týmu Ducati. Jeho týmovým kolegou byl šampion Moto2 z roku 2018 Francesco Bagnaia. Sezona začala pro Millera silně, protože v Kataru se kvalifikoval na 4. místo, ale v závodě byl nucen odstoupit kvůli zlomenému sedlu, když bojoval o vedení. Miller získal pět pódií v Austinu (první pódium od vítězství v Assenu 2016), Brně, Aragonii, Phillip Islandu a Valencii, všechno to byla 3. místa. Sezonu zakončil na celkovém 8. místě se 165 body.

#### 2020
V roce 2020, ve své poslední sezóně s Pramac Racing Ducati, se Miller ve všech závodech, co dokončil umístil v první desítce, přičemž nejlépe skončil druhý na GP Štýrska, ve Valencii a v Portimau. Miller však během sezony utrpěl několik DNF, mimo jiné v Andulucii kvůli chybě v intenzivním červencovém vedru v Jerezu; DNF v Misanu 2 kvůli odtrženému hledí Fabia Quartarara, které bylo nasáto do Millerova sání vzduchu, což způsobilo snížení výkonu; podezření na poruchu motoru se objevilo také při boji ve vedoucí skupině v Le Mans; a v úvodních zatáčkách Aragonie 2, kde se Brad Binder srazil s Millerem a oba jejich závody skončily. Sezonu 2020 Miller zakončil silně, dvěma druhými místy, když ve Valencii i Portimau v posledním kole spektakulárně bojoval s Francem Morbidellim, a sezónu zakončil na 7. místě v šampionátu se 132 body.

#### 2021
Během testování v Kataru Miller, nyní na palubě továrního týmu Ducati, zajel neoficiální rekordní časy na kolo, ale v závodech se trápil a v obou závodech v Dauhá skončil až devátý. Během druhého katarského závodu byl Miller frustrovaný a pustil se do souboje s obhájcem titulu mistra světa Joanem Mirem: incident začal, když Mir provedl agresivní předjížděcí manévr na Millera, v důsledku čehož Mir na chvíli ztratil přilnavost, musel svůj motocykl zvednout a málem Millera vytlačil z trati. Miller pak oplatil kolizi Mirovi na zadní rovince okruhu Losail International Circuit. Později v závodě Miller vyprovokoval téměř další nehodu, která mohla vyřadit jak Mira, tak továrního jezdce Yamahy Mavericka Viñalese, ale Miller se odmítl za incidenty omluvit s tím, že za všechny střety na trati může Mir. Miller se ve Španělsku podrobil úspěšné operaci kompartment syndromu a v Portugalsku se vrátí k závodění. Na Velké ceně Portugalska předváděl po celý víkend dobré tempo, ale na začátku závodu havaroval. V následujících závodech v Jerezu, kde se kvalifikoval na 3. místo na startovním roštu, se Miller dostal po silném startu z první pozice, ale na začátku závodu ho předjel Fabio Quartararo. Miller si sedm kol před koncem závodu vzal vedení zpět poté, co Quartararo sám utrpěl syndrom pažní pumpy, a vybudoval si vteřinový náskok na svého týmového kolegu Bagnaiu, čímž si zajistil své první vítězství v roce 2021. Pro Millera by to bylo druhé vítězství v MotoGP po pětileté pauze, první na Ducati a první vítězství na suchu. Bylo to také první vítězství Ducati v roce 2021 a jejich první vítězství v Jerezu od roku 2006. Miller na vítězství v Jerezu navázal následující víkend v Le Mans vítězstvím, které bylo pozoruhodné tím, že obdržel dvě penalizace dlouhého kola a i přesto si zajistil dominantní vítězství. V Barceloně skončil na 3. místě. Sezonu zakončil dobře dvěma třetími místy v Portimau a Valencii, celkově uzavřel sezonu se dvěma vítězstvími, pěti umístěními na stupních vítězů, 181 body a 4. místem v šampionátu jezdců.

#### 2022
Miller skončil na celkovém pátém místě v pohárů jezdců.

#### Red Bull KTM Factory Racing (2023–)
9. června 2022 Miller podepsal kontrakt Red Bull KTM Factory Racing na rok 2023 a 2024. Týmovým kolegou se mu stal Brad Binder.

## Statistiky

### Mistrovství světa silničních motocyklů

#### Podle sezóny
| Sezóna | Třída  | Motocykl  | Tým                         | Závodů | Vítězství | Pódií | PP | Nej. kolo | Body | Celkové umístění |
| ------ | ------ | --------- | --------------------------- | ------ | --------- | ----- | -- | --------- | ---- | ---------------- |
| 2011   | 125cc  | Aprilia   | RZT Racing                  | 6      | 0         | 0     | 0  | 0         | 0    | NC               |
| 2011   | 125cc  | KTM       | Caretta Technology          | 6      | 0         | 0     | 0  | 0         | 0    | NC               |
| 2012   | Moto3  | Honda     | Caretta Technology          | 14     | 0         | 0     | 0  | 0         | 17   | 23.              |
| 2013   | Moto3  | FTR Honda | Caretta Technology – RTG    | 17     | 0         | 0     | 0  | 0         | 110  | 7.               |
| 2014   | Moto3  | KTM       | Red Bull KTM Ajo            | 18     | 6         | 10    | 8  | 1         | 276  | 2.               |
| 2015   | MotoGP | Honda     | CWM LCR Honda               | 18     | 0         | 0     | 0  | 0         | 17   | 19.              |
| 2016   | MotoGP | Honda     | EG 0,0 Marc VDS             | 13     | 1         | 1     | 0  | 0         | 57   | 18.              |
| 2017   | MotoGP | Honda     | EG 0,0 Marc VDS             | 17     | 0         | 0     | 0  | 0         | 82   | 11.              |
| 2018   | MotoGP | Ducati    | Pramac Racing               | 18     | 0         | 0     | 1  | 0         | 91   | 13.              |
| 2019   | MotoGP | Ducati    | Pramac Racing               | 19     | 0         | 5     | 0  | 1         | 165  | 8.               |
| 2020   | MotoGP | Ducati    | Pramac Racing               | 14     | 0         | 4     | 0  | 1         | 132  | 7.               |
| 2021   | MotoGP | Ducati    | Ducati Lenovo Team          | 18     | 2         | 5     | 0  | 0         | 181  | 4.               |
| 2022   | MotoGP | Ducati    | Ducati Lenovo Team          | 20     | 1         | 7     | 1  | 1         | 189  | 5.               |
| 2023   | MotoGP | KTM       | Red Bull KTM Factory Racing | 20     | 0         | 1     | 0  | 0         | 163  | 11.              |
| 2024   | MotoGP | KTM       | Red Bull KTM Factory Racing | 2      | 0         | 0     | 0  | 0         | 16   | 9.               |
| Celkem | Celkem | Celkem    | Celkem                      | 214    | 10        | 33    | 10 | 4         | 1496 |                  |

#### Závody podle roku
| Rok  | Třída  | Motocykl  | 1       | 2       | 3        | 4       | 5       | 6       | 7       | 8       | 9       | 10      | 11      | 12      | 13      | 14     | 15      | 16      | 17      | 18      | 19      | 20      | 21  | Poz. | Body |
| ---- | ------ | --------- | ------- | ------- | -------- | ------- | ------- | ------- | ------- | ------- | ------- | ------- | ------- | ------- | ------- | ------ | ------- | ------- | ------- | ------- | ------- | ------- | --- | ---- | ---- |
| 2011 | 125cc  | Aprilia   | QAT     | SPA     | POR      | FRA     | CAT     | GBR     | NED     | ITA     | GER Ret | CZE     | INP     |         |         |        |         |         |         |         |         |         |     | NC   | 0    |
| 2011 | 125cc  | KTM       |         |         |          |         |         |         |         |         |         |         |         |         | RSM 24  | ARA    | JPN 16  | AUS 23  | MAL 16  | VAL Ret |         |         |     | NC   | 0    |
| 2012 | Moto3  | Honda     | QAT 25  | SPA Ret | POR      | FRA Ret | CAT 15  | GBR Ret | NED DSQ | GER 4   | ITA 21  | INP DNS | CZE     | RSM Ret | ARA 19  | JPN 19 | MAL 13  | AUS 21  | VAL Ret |         |         |         |     | 23.  | 17   |
| 2013 | Moto3  | FTR Honda | QAT 16  | AME 6   | SPA Ret  | FRA 12  | ITA 10  | CAT 7   | NED 7   | GER 7   | INP Ret | CZE 7   | GBR 7   | RSM 5   | ARA 13  | MAL 6  | AUS 5   | JPN 6   | VAL Ret |         |         |         |     | 7.   | 110  |
| 2014 | Moto3  | KTM       | QAT 1   | AME 1   | ARG 3    | SPA 4   | FRA 1   | ITA Ret | CAT 4   | NED Ret | GER 1   | INP 3   | CZE 5   | GBR 6   | RSM 3   | ARA 27 | JPN 5   | AUS 1   | MAL 2   | VAL 1   |         |         |     | 2.   | 276  |
| 2015 | MotoGP | Honda     | QAT Ret | AME 14  | ARG 12   | SPA 20  | FRA Ret | ITA Ret | CAT 11  | NED Ret | GER 15  | INP Ret | CZE 19  | GBR Ret | RSM 12  | ARA 19 | JPN Ret | AUS 15  | MAL 17  | VAL 21  |         |         |     | 19.  | 17   |
| 2016 | MotoGP | Honda     | QAT 14  | ARG Ret | AME DNS  | SPA 17  | FRA Ret | ITA Ret | CAT 10  | NED 1   | GER 7   | AUT DNS | CZE     | GBR 16  | RSM DNS | ARA    | JPN Ret | AUS 10  | MAL 8   | VAL 15  |         |         |     | 18.  | 57   |
| 2017 | MotoGP | Honda     | QAT 8   | ARG 9   | AME 10   | SPA Ret | FRA 8   | ITA 15  | CAT Ret | NED 6   | GER 15  | CZE 14  | AUT Ret | GBR 16  | RSM 6   | ARA 13 | JPN     | AUS 7   | MAL 8   | VAL 7   |         |         |     | 11.  | 82   |
| 2018 | MotoGP | Ducati    | QAT 10  | ARG 4   | AME 9    | SPA 6   | FRA 4   | ITA Ret | CAT Ret | NED 10  | GER 14  | CZE 12  | AUT 18  | GBR C   | RSM 18  | ARA 9  | THA 10  | JPN Ret | AUS 7   | MAL 8   | VAL Ret |         |     | 13.  | 91   |
| 2019 | MotoGP | Ducati    | QAT Ret | ARG 4   | AME 3    | SPA Ret | FRA 4   | ITA Ret | CAT 5   | NED 9   | GER 6   | CZE 3   | AUT Ret | GBR 8   | RSM 9   | ARA 3  | THA 14  | JPN 10  | AUS 3   | MAL 8   | VAL 3   |         |     | 8.   | 165  |
| 2020 | MotoGP | Ducati    | SPA 4   | ANC Ret | CZE 9    | AUT 3   | STY 2   | RSM 8   | EMI Ret | CAT 5   | FRA Ret | ARA 9   | TER Ret | EUR 6   | VAL 2   | POR 2  |         |         |         |         |         |         |     | 7.   | 132  |
| 2021 | MotoGP | Ducati    | QAT 9   | DOH 9   | POR Ret  | SPA 1   | FRA 1   | ITA 6   | CAT 3   | GER 6   | NED Ret | STY Ret | AUT 11  | GBR 4   | ARA 5   | RSM 5  | AME 7   | EMI Ret | ALR 3   | VAL 3   |         |         |     | 4.   | 181  |
| 2022 | MotoGP | Ducati    | QAT Ret | INA 4   | ARG 14   | AME 3   | POR Ret | SPA 5   | FRA 2   | ITA 15  | CAT 14  | GER 3   | NED 6   | GBR 3   | AUT 3   | RSM 18 | ARA 5   | JPN 1   | THA 2   | AUS Ret | MAL 6   | VAL Ret |     | 5.   | 189  |
| 2023 | MotoGP | KTM       | POR 74  | ARG 6   | AME Ret9 | SPA 3   | FRA Ret | ITA 76  | GER 63  | NED Ret | GBR 87  | AUT 155 | CAT 8   | RSM Ret | IND 147 | JPN 64 | INA 79  | AUS 7   | THA 16  | MAL 86  | QAT 9   | VAL Ret |     | 11.  | 163  |
| 2024 | MotoGP | KTM       | QAT 21  | POR 5   | AME      | SPA     | FRA     | CAT     | ITA     | KAZ     | NED     | GER     | GBR     | AUT     | CAT     | RSM    | IND     | INA     | JPN     | AUS     | THA     | MAL     | VAL | 9.*  | 16*  |

*Aktuální sezóna